# Association Sportive de Saint-Étienne Loire 2009-2010
La pagina raccoglie i dati riguardanti l'Association Sportive de Saint-Étienne nelle competizioni ufficiali della stagione 2009-2010.

## Maglie e sponsor
Per la stagione 2009-2010 viene ulteriormente modificato il motivo della maglia, ora costituito dalle sole tre righe dell'Adidas (di colore verde chiaro) sulle spalle. Viene introdotto un nuovo sponsor ufficiale, i succhi di frutta Fruité.
| Manica sinistra · Maglietta · Maglietta · Manica destra · Pantaloncini · Pantaloncini · Calzettoni |

## Organigramma societario
Area direttiva
- Presidente:  Bernard Caïazzo

Area tecnica
- Allenatore:  Alain Perrin, dal 15 dicembre 2009[1]  Christophe Galtier
- Allenatore in seconda:  Gérard Fernandez
- Allenatore dei portieri:  Jean Desse

## Rosa
| N. |                           | Ruolo | Calciatore            |
| -- | ------------------------- | ----- | --------------------- |
| 1  | Francia (bandiera)        | P     | Vincent Planté        |
| 2  | Francia (bandiera)        | D     | Cédric Verrault       |
| 3  | Senegal (bandiera)        | D     | Pape Diakhaté         |
| 4  | Grecia (bandiera)         | D     | Efstáthios Tavlarídis |
| 5  | Argentina (bandiera)      | C     | Augusto Fernández     |
| 6  | Francia (bandiera)        | D     | Sylvain Monsoreau     |
| 7  | Francia (bandiera)        | C     | Dimitri Payet         |
| 9  | Argentina (bandiera)      | A     | Gonzalo Bergessio     |
| 10 | Belgio (bandiera)         | A     | Kevin Mirallas        |
| 11 | Francia (bandiera)        | C     | Bakary Sako           |
| 12 | Francia (bandiera)        | C     | Blaise Matuidi        |
| 13 | Francia (bandiera)        | A     | David Gigliotti       |
| 14 | Costa d'Avorio (bandiera) | A     | Boubacar Sanogo       |
| 15 | Francia (bandiera)        | D     | Yoann Andreu          |
| 16 | Francia (bandiera)        | P     | Jérémie Janot         |

| N. |                     | Ruolo | Calciatore           |
| -- | ------------------- | ----- | -------------------- |
| 17 | Francia (bandiera)  | C     | Yohan Hautcœur       |
| 18 | Senegal (bandiera)  | D     | Guirane N'Daw        |
| 19 | Francia (bandiera)  | C     | Christophe Landrin   |
| 20 | Senegal (bandiera)  | C     | Boubacar Mansaly     |
| 21 | Francia (bandiera)  | D     | Mouhamadou Dabo      |
| 22 | Svizzera (bandiera) | C     | Gelson Fernandes     |
| 24 | Francia (bandiera)  | C     | Loïc Perrin          |
| 26 | Senegal (bandiera)  | D     | Moustapha Bayal Sall |
| 27 | Francia (bandiera)  | A     | Hélton Dos Reis      |
| 28 | Francia (bandiera)  | D     | Yohan Benalouane     |
| 29 | Francia (bandiera)  | A     | Emmanuel Rivière     |
| 31 | Senegal (bandiera)  | A     | Maodomalick Faye     |
| 32 | Francia (bandiera)  | C     | Amine Linganzi       |
| 40 | Senegal (bandiera)  | P     | Abdoulaye Coulibaly  |

## Statistiche

### Statistiche di squadra
| Competizione     | Punti | Totale | Totale | Totale | Totale | Totale | Totale | DR  |
| Competizione     | Punti | G      | V      | N      | P      | Gf     | Gs     | DR  |
| ---------------- | ----- | ------ | ------ | ------ | ------ | ------ | ------ | --- |
| Ligue 1          | 40    | 38     | 10     | 10     | 18     | 27     | 45     | -18 |
| Coppa di Francia | -     | 4      | 2      | 1      | 1      | 8      | 5      | +3  |
| Coppa di Lega    | -     | 2      | 2      | 0      | 0      | 6      | 4      | +2  |
| Totale           |       | 44     | 14     | 11     | 19     | 41     | 54     | -13 |